# Svetlana Bubnenkova
Svetlana Yuryevna Bubnenkova-Stolbova (em russo:  Светлана Юрьевна Бубненкова; nascida em 2 de janeiro de 1973) é uma ex-ciclista russa. Ela representou sua nação, Rússia, em três Jogos Olímpicos: 1996, 2000 e 2004. Sua maior conquista foi vencer o Giro d'Italia Femminile em 2002. Bubnenkova conquistou duas vezes o título mundial no contrarrelógio por equipes (1993, 1994). Ela testou positivo para EPO no Tour Féminin en Limousin (2006). No mês de junho de 2007, ela foi suspensa por dois anos pela Associação francesa de combate ao doping. Mais tarde, a UCI adotou esta suspensão, no entanto, devido a falhas de comunicação, Bubnenkova continuou a correr em 2007. No final de 2007, a UCI desclassificou Bubnenkova em todas as corridas que ela começou entre junho e setembro de 2007.